# Svetlana Mintova
 (décembre 2022).
Svetlana Mintova est une scientifique spécialiste des zéolithes.

## Biographie
Née le 10 décembre 1962, de nationalité Bulgare et Française, elle obtient son Doctorat en Chimie Physique à l'Université Technologique de Sofia, Bulgarie. Elle poursuit ses études post-doctorales au Lulea University of Technology, Lulea, Sweden .
Entre 2006 et 2009 elle est chercheuse au CNRS Laboratoire de matériaux à porosité controlée (LMPC), Université de Haute-Alsace (UHA). Depuis 2009 elle est Directrice de Recherche au Laboratoire catalyse et spectrochimie du CNRS, ENSICAEN et Université de Caen Normandie.
Svetlana Mintova est membre de plusieurs sociétés scientifiques : International Zeolite Association (IZA), European Zeolite Association (FEZA), French Zeolite Society (GFZ).
Ses travaux sur les zéolithes sont couronnés en 2021 d'une bourse du Conseil Européen de la Recherche - ERC - Advanced Grant dotant le Laboratoire Catalyse & Spectrochimie où elle travaille d'un soutien de 2,5 millions d'euros.

## Distinctions
Svetlana Mintova est distinguée de nombreuses fois pour l'excellence de ces travaux depuis 1991.
- 2016 : Prix Breck, conjointement avec Valentin Valtchev[4]
- 2021 : Bourse Advanced Grant du Conseil européen de la recherche[5],[6]